# Оно-но Такамура
Оно-но Такамура  или Оно Такамура, Санги Такамура, Советник Такамура  (小野 篁 или 参議篁, 802 — 3 февраля 853) — японский учёный и поэт, писавший стихи и по-японски, и по-китайски, знаток китайской литературы, искусный каллиграф.
Его предок, Оно-но Имоко, возглавлял первое японское посольство в Китай. Отцом его был Оно-но Минэмори, а его внук Оно-но Митикадзэ стал одним из трёх самых прославленных каллиграфов Японии. Оно-но Такамура дружил с императором, но однажды прогневал его, отказавшись отправиться с посольством в Китай, сказавшись больным. В наказание он был отправлен в ссылку в край Восьмидесяти островов, на острова Оки (ныне входят в префектуру Симане), близ тихоокеанского берега Хонсю. Оттуда он вернулся лишь через семь лет. Вот образец его поэзии из собрания Хякунин иссю:
Скажите дома

вы, челноки рыбачьи,

что удаляюсь

я к берегам заморским

в край чуждый и безвестный!